# Illyriske løvskove
De Illyriske løvskove er en landbaseret økoregion i Sydeuropa, der strækker sig langs den østlige kyst af Adriaterhavet . Det hører til Middelhavets skove, skovområder og kratbiom og er i den palearktiske zone .

## Geografi
De illyriske løvskove strækker sig langs den østlige kyst af Det Ioniske og Adriaterhavet og har et areal på 40.600 km2   i det nordlige Grækenland, Albanien, Montenegro, Bosnien-Hercegovina, Kroatien, Slovenien og Norditalien omkring Trieste.
Økregionen grænser til  de Ægæiske og vesttyrkiske sklerofyløse og blandede skove (i Grækenland), Pindusbjergenes blandede skove (i Grækenland og Albanien), Dinariske bjerges blandede skove (i Albanien, Montenegro, Bosnien-Hercegovina, Kroatien, Slovenien og Italien) og Poslettens blandede skove (i Italien).

## Klima
Økregionens klima er hovedsageligt  middelhavstklima (efter Köppens klimaklassifikation) med varme somre  (Csa) og fugtigt  subtropisk med våde vintre (Cfa).

## Flora
På grund af det store højdeforhold i økoregionen er de højeste højder (over 1.000 m) dækket af nåleskove, med en blandet bredbladet vegetation og maquis buskland forekommer lavere. Nåletræszonen er domineret af gran, sølvgran og europæisk sort fyr med blandingen af den europæiske bøg . De dominerende arter i de nedre zoner inkluderer forskellige løvfældende eg ( Quercus frainetto, Q. pubescens, Q. cerris ), Carpinus orientalis, Fraxinus ornus med Cotinus coggygria, Paliurus spina-christi, Cercis siliquastrum . Stedsegrønne træer og maquis buske ( Quercus ilex, Pinus halepensis, Pistacia terebinthus, P. lentiscus, Juniperus oxycedrus, J. macrocarpa, Arbutus unedo, A. andrachne, Nerium oleander ) bliver fremherskende nær kysten.

## Afgrænsning af økoregionen
Grænserne for økoregionen De illyriske løvskove er sat af WWF og Digital Map of European Ecological Regions af Det Europæiske Miljøagentur. Fytogeografisk deles økoregionen mellem Adriaterhavet og det østlige Middelhavsområde i Middelhavsområdet inden for det Boreale rige (ifølge Armen Takhtajans afgrænsning).